# Брылеев, Аркадий Михайлович
Аркадий Михайлович Брыле́ев (1909 — после 1998) — советский учёный в области железнодорожной автоматики и телемеханики, дважды лауреат Сталинской премии третьей степени (1950, 1952).

## Биография
РОдился 4 февраля 1909 года. В 1926—1927 годах рабочий службы пути железной дороги, затем учащийся Московского электротехникума НКПС. Окончил вечернее отделение МЭМИИТ (1935).
С 1931 года работал во ВНИИЖТ: техник, с 1935 года научный сотрудник, с 1943 года старший научный сотрудник и затем — заведующий лабораторией автоблокировки и автостопов.
По совместительству — заведующий кафедрой «Автоматика и телемеханика на железнодорожном транспорте» МИИТ (1963—1985) и профессор Московского института инженеров железнодорожного транспорта.
Дата смерти не выяснена (не ранее 1999 года).

## Научная деятельность
Под его руководством и при непосредственном участии в лаборатории был создан ряд новых систем и устройств автоматики и телемеханики, значительно повысивших пропускную способность железных дорог и безопасность движения поездов. В их числе— двухсторонняя автоблокировка, кодово-проводная автоблокировка, полярно-кодовая автоблокировка, числовая кодовая автоблокировка переменного тока, автоматическая локомотивная сигнализация с непрерывным автостопом (АЛС) и горочная автоматическая централизация (ГАЦ).
Автор и соавтор более 200 научных статей и 28 книг по вопросам железнодорожной автоматики. Создал научную теорию рельсовых цепей и отразил её в монографии «Рельсовые цепи».
Получил 102 авторских свидетельства на изобретения в области железнодорожной автоматики и телемеханики.

### Сочинения
- Рельсовые цепи [Текст]. — Москва : Трансжелдориздат, 1939. — 312 с., 4 вкл. л. номогр. : ил. и черт., номогр.; 22 см.
- Реле, трансформаторы, выпрямители СЦБ и их испытание [Текст]. — Москва : Трансжелдориздат, 1940. — 180 с. : ил., черт., граф., схем.; 22 см.
- Аппаратура СЦБ [Текст]. — Москва : Трансжелдориздат, 1956. — 296 с. : ил.; 23 см.
- Рельсовые цепи [Текст] / А. М. Брылеев, Б. С. Рязанцев. — Москва : Трансжелдориздат, 1952. — 487 с. : черт.; 23 см.
- Полярная кодовая автоблокировка [Текст] / А. М. Брылеев, Н. М. Фонарев, А. В. Шишляков. — Москва : Трансжелдориздат, 1952. — 128 с.; 5 л. черт. : ил., черт.; 22 см.
- Числовая кодовая автоблокировка переменного тока [Текст] / А. М. Брылеев, Н. М. Фонарев, А. В. Шишляков. — Москва : Трансжелдориздат, 1953. — 152 с.; 2 л. схем : ил., схем.; 23 см.
- Устройство и работа рельсовых цепей [Текст] / А. М. Брылеев, А. В. Шишляков, Ю. А. Кравцов. — Москва : Транспорт, 1966. — 264 с. : черт.; 22 см.
- Теория, устройство и работа рельсовых цепей [Текст] / А. М. Брылеев, Ю. А. Кравцов, А. В. Шишляков. — 2-е изд., перераб. и доп. — Москва : Транспорт, 1978. — 344 с. : ил.; 22 см.

## Награды и звания
- Кандидат технических наук (1943).
- Доктор технических наук,
- Профессор
- Сталинская премия третьей степени (1950) — за создание горочной автоматической централизации.
- Сталинская премия третьей степени (1952) — за разработку и внедрение локомотивной автоматической сигнализации с непрерывным автостопом
- заслуженный деятель науки и техники РСФСР (1971)
- медали
- Почетный профессор МИИТа (1987).
- орден Трудового Красного Знамени
- три ордена «Знак Почета» (29.7.1945)
- Почётный железнодорожник